# Ulianowka (obwód chersoński)
Ulianowka (ukr. Ульяновка) – wieś na południu Ukrainy, w obwodzie chersońskim, w rejonie biłozerskim. Położona na prawym brzegu rzeki Ingulec. Miejscowość liczy 551 mieszkańców.

## Historia
Wieś założona w 1805 roku przez przesiedleńców z guberni wołyńskiej.